# احتراق (فلك)

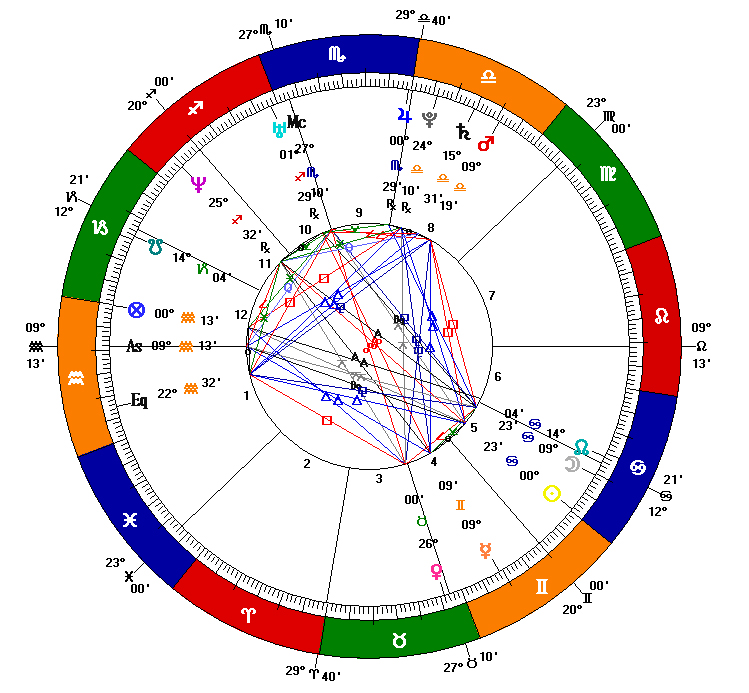

الاحتراق عند الفلكيين أن يكون الكوكب مقارنا للشمس وبينهما أكثر من دقائق. وعند المنجمين هو جمع الشمس مع إحدى الخمسة المتحيرة في درجة واحدة من فلك البروج وهو من أنواع النظر.